# Manuel Lozada
Elpidio García  González, conocido como Manuel Lozada, y apodado El Tigre de Álica (San Luis, Tepic; 1828-Loma de los Metates, Nayarit; 19 de julio de 1873) fue un militar mexicano mestizo de linaje cora.

## Biografía
Fue hijo de Norberto García y Cecilia González. 
Quedó huérfano de muy pequeño y como su madre no tenía medios para mantenerlo lo adoptó su tío José María Lozada, de quien tomó el apellido. De niño ayudó a su tío cuidando animales en la granja propiedad de la familia, al crecer asistió a la escuela parroquial ubicada en la población.
No pudo concluir su instrucción elemental porque tuvo que ayudar al sostenimiento de la familia compuesta por sus tíos y cinco primos, de los cuales tres murieron de fiebre a temprana edad[cita requerida]. Junto con su primo Juan realizó labores de labranza en la heredad familiar, posteriormente ambos primos se fueron a contratar como peones de labranza en la hacienda de San José de Mojarras propiedad de don Joaquín Vega[cita requerida].
Dice la leyenda que al crecer fue vaquero en la hacienda de Cerro Blanco propiedad del señor Pantaleón González, sirvió de caballerango a la esposa del hacendado a la muerte de este, su gran amor fue la hija de sus patrones de nombre María Dolores, con quien se fugó y por tal hecho fue tomado prisionero y remitido a la cárcel de Tepic[cita requerida].
Liberado buscó nuevamente a María Dolores, y nuevamente fue tomado prisionero, por súplicas de su madre fue puesto en libertad y huyó de nuevo en compañía de María Dolores quien le acompañó según narra la leyenda, a la Sierra de Álica. 
Se dice que al no encontrarlo el militar Simón Mireles mandó azotar públicamente a su madre en la plaza de Tepic, esto provocó la ira de Lozada quien en compañía de un grupo de nativos coras que tenían cuentas pendientes con el gobierno, buscó, encontró y fusiló al militar. Había nacido el apodo El Tigre de Álica, bandolero y a momentos insurgente que por varios años asoló el cantón de Tepic.
Otra versión menos romántica dice que poco se sabe de sus primeros años de su juventud, Lozada era un bandolero que se volvió importante durante la disputa (1855-1856) entre las dos casas comerciales asentadas en Tepic que comerciaban con los bienes que descargaba el Galeón de Manila en San Blas, esas casas comerciales eran la Casa Barrón de Don Eustaquio Barrón,  y los Castaños, comerciantes a cuya cabeza estaba José María Castaños. La rivalidad comercial entre ambas casas se complicó con la guerra civil nacional entre liberales y conservadores. De repente Lozada dejó de ser un "bandido" al aliarse con una importante y vieja familia de Tepic, los Rivas, amigos de "los Barrón", en contraparte "los Castaños" buscaron el apoyo del gobierno liberal asentado en Guadalajara y la Ciudad de México. Es importante aclarar que en esa época la república mexicana estaba dividida en dos bandos, liberales (pugnaban por un estado federal y laico) y conservadores (pugnaban por un estado centralista apegado a la iglesia).[cita requerida]
En 1857 derrotó a las tropas del teniente coronel José María Sánchez Román y en 1859 dispersó a las tropas del gobierno al mando del coronel Valenzuela. El 2 de noviembre de ese mismo año, asaltó la hoy ciudad de Tepic tras siete días de lucha.
En el decenio de 1860, las huestes de Lozada irrumpieron en los caminos para hacer públicas las demandas de los indígenas a sus tierras. Como esto se desarrolló durante la época de la Intervención francesa, Manuel Lozada se puso a los servicios del imperio francés, servicios a los cuales el emperador Maximiliano I de México retribuyó creando la provincia de San José de Nayarit, con capital en Tepic, otorgándole a Lozada el grado de general, y Napoleón III, el de legionario. 
El 13 de noviembre de 1864, luego de que el ejército francés se posesionara de Mazatlán, a la sazón capital del estado de Sinaloa, él y sus tropas entraron a esta ciudad. 
Repudió al Imperio antes de que este fuera derrotado y por esa razón, evitó el fusilamiento.
Tras el fusilamiento de Maximiliano I de México en 1867, el presidente Benito Juárez declaró al Séptimo Cantón de Jalisco, como Distrito Militar de Tepic, con fecha 7 de agosto de 1867, con Tepic como capital. Siguió luchando en defensa de los intereses agrarios de los coras y los huicholes. En 1869 formó una comisión revisora de la situación legal de las tierras indígenas y organizó una asamblea para tomar medidas contra la embriaguez, el robo, la vagancia, así como para fundar escuelas. Lozada lanzó su "Plan Liberador de los Pueblos Unidos de Nayarit", en el que desconocía a la república y anunciaba su intención de regresar el país a sus legítimos dueños, los pueblos indígenas. Seguido por ocho mil hombres, "El Tigre de Álica" dejó Tepic y enfiló hacia Jalisco, con la intención de tomar Guadalajara.
En apenas unos pocos días los hombres de Lozada cruzaron las barrancas y tomaron Tequila, Etzatlán y La Magdalena, acercándose cada vez más a la capital jalisciense. Fue fusilado por su acérrimo enemigo el general Ramón Corona en el lugar conocido como  de Loma de los Metates, después de haber sido herido por el mismo en la Batalla de La Mojonera el 19 de mayo de 1873, encontrando el general José Ceballos a este. A Manuel Lozada se le considera precursor del agrarismo en México así como, en forma indirecta, la creación del Estado de Nayarit. Existen monumentos en su honor en la Ciudad de Tepic, Nayarit y su pueblo natal, San Luis de Lozada.